# Seekampfabzeichen der Luftwaffe

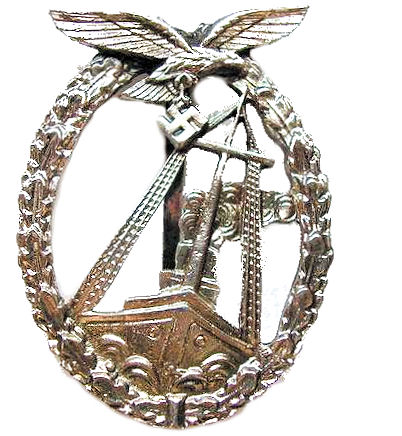
Das Seekampfabzeichen der Luftwaffe

Abbildung des Seekampfabzeichens der Luftwaffe 57er Version

Das Seekampfabzeichen der Luftwaffe wurde am 27. November 1944 vom Oberbefehlshaber der Luftwaffe Hermann Göring gestiftet.
Es konnte als Zeichen der Anerkennung für Bewährung im Einsatz an das seemännische Personal von Seenotfahrzeugen, Flugsicherungs-, Versorgungs- und anderen Spezialschiffen der Luftwaffe verliehen werden.

## Aussehen

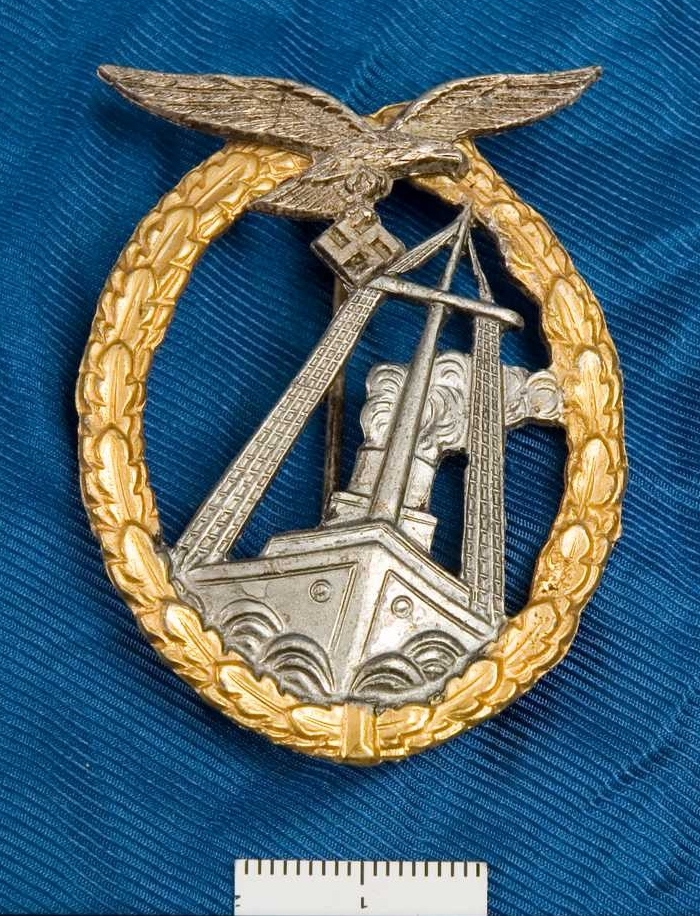
Replica (Armémuseum, Stockholm)

Das hochovale Abzeichen zeigt mittig die Vorderansicht eines Schiffes mit Takelage und rauchendem Schornstein. Es ist von einem Kranz umschlossen, der aus Eichenlaub gebildet ist. Im oberen Teil des Kranzes ist das Hoheitsabzeichen der Luftwaffe, ein nach rechts fliegender Adler mit dem Hakenkreuz in den Fängen, zu sehen. 
Getragen wurde die Auszeichnung als Steckabzeichen auf der linken Brust.

## Sonstiges
Laut Gesetz über Titel, Orden und Ehrenzeichen vom 26. Juli 1957 ist das Tragen der Auszeichnung in der Version des Dritten Reiches in der Bundesrepublik Deutschland nur ohne nationalsozialistische Embleme gestattet.